# アーミーナイフ

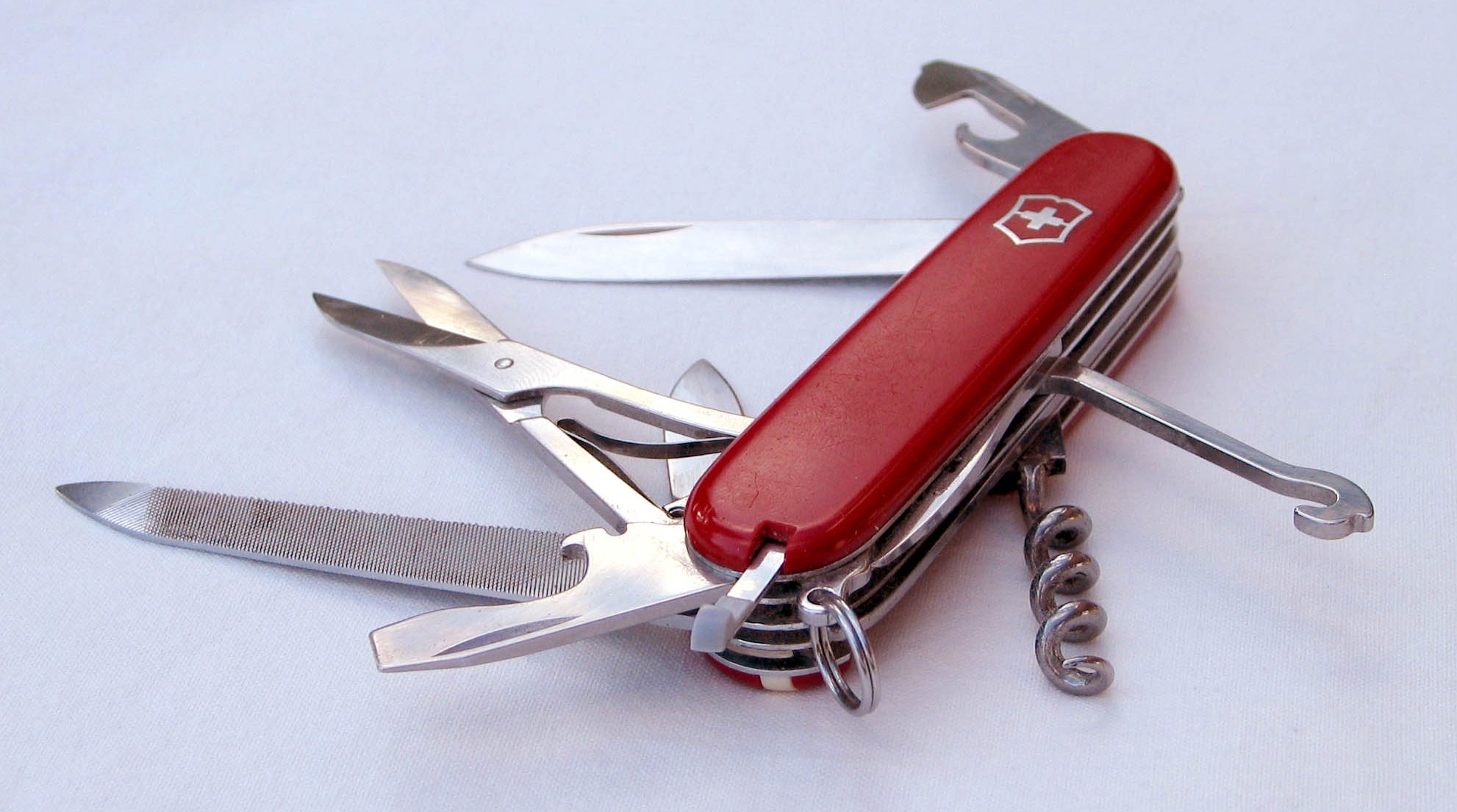
ビクトリノックスのマルチツールナイフに搭載された機能。

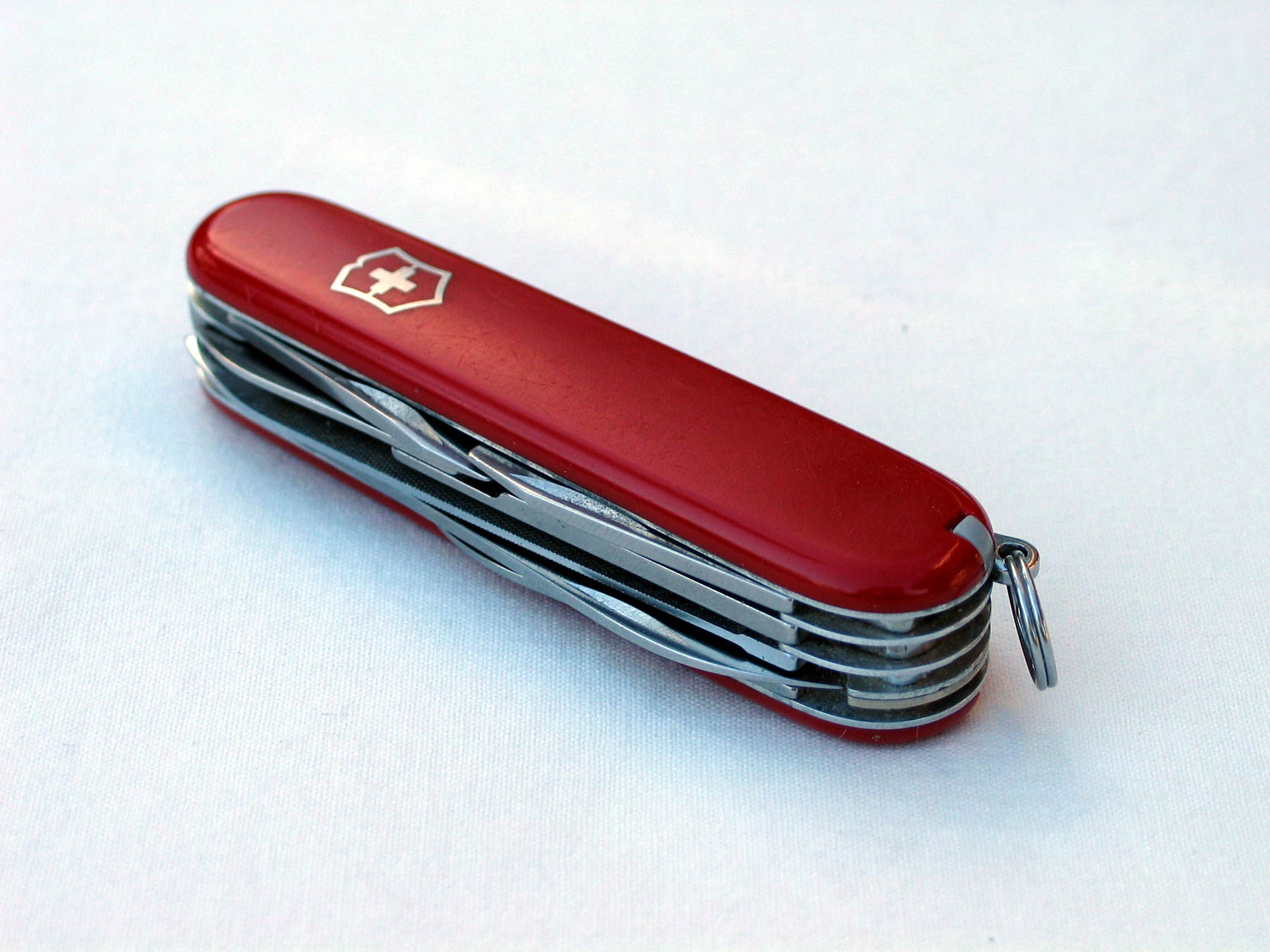
上記のツールを閉じた状態。

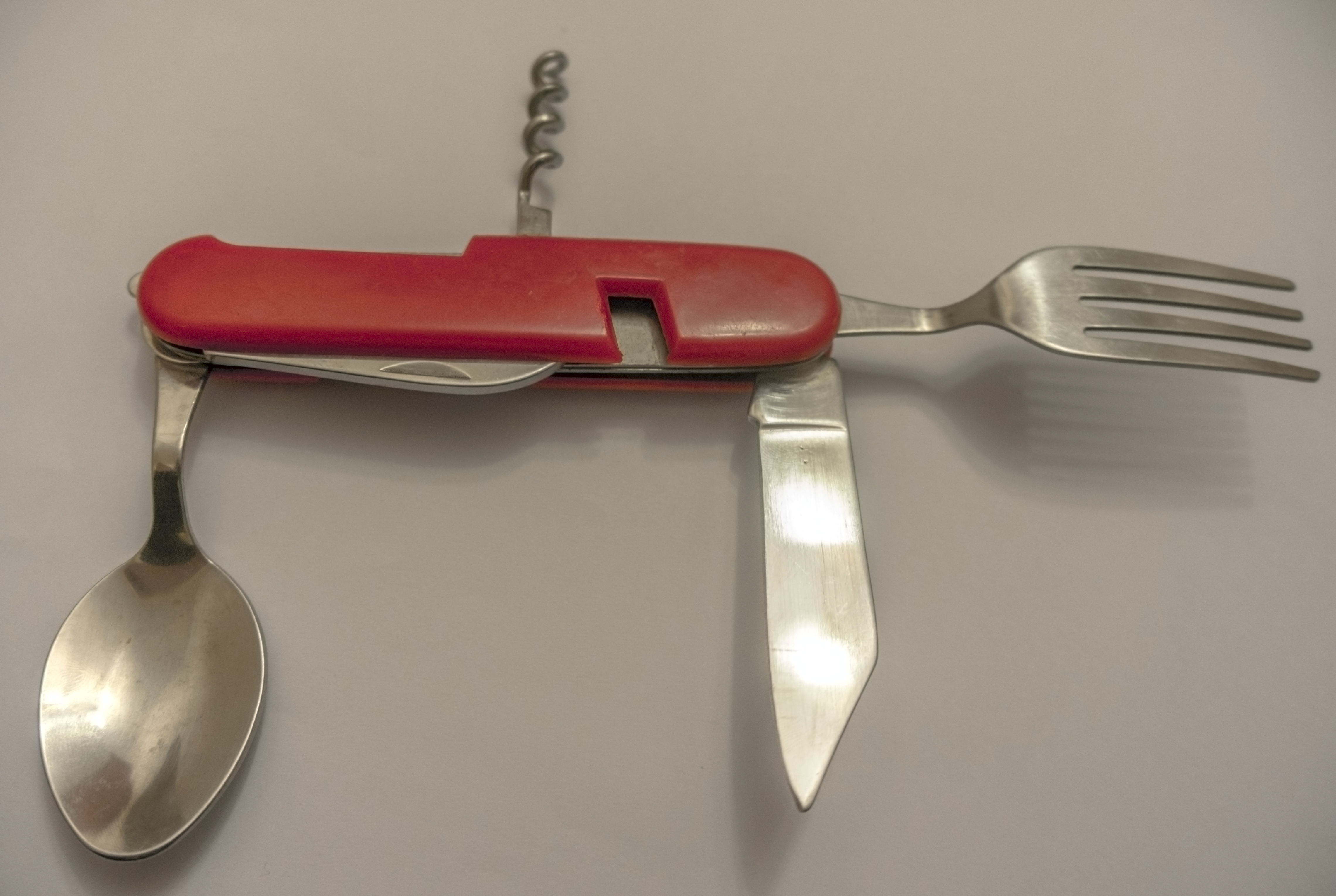
安価なマルチツールナイフ。日本ではホームセンターや釣具店や百均でも購入できる。

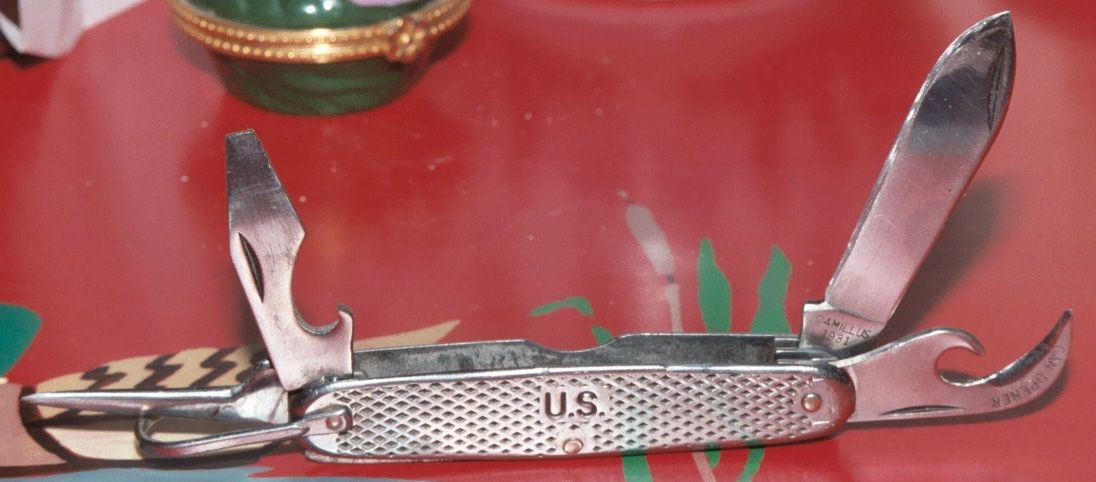
アメリカ製のマルチツールナイフ。

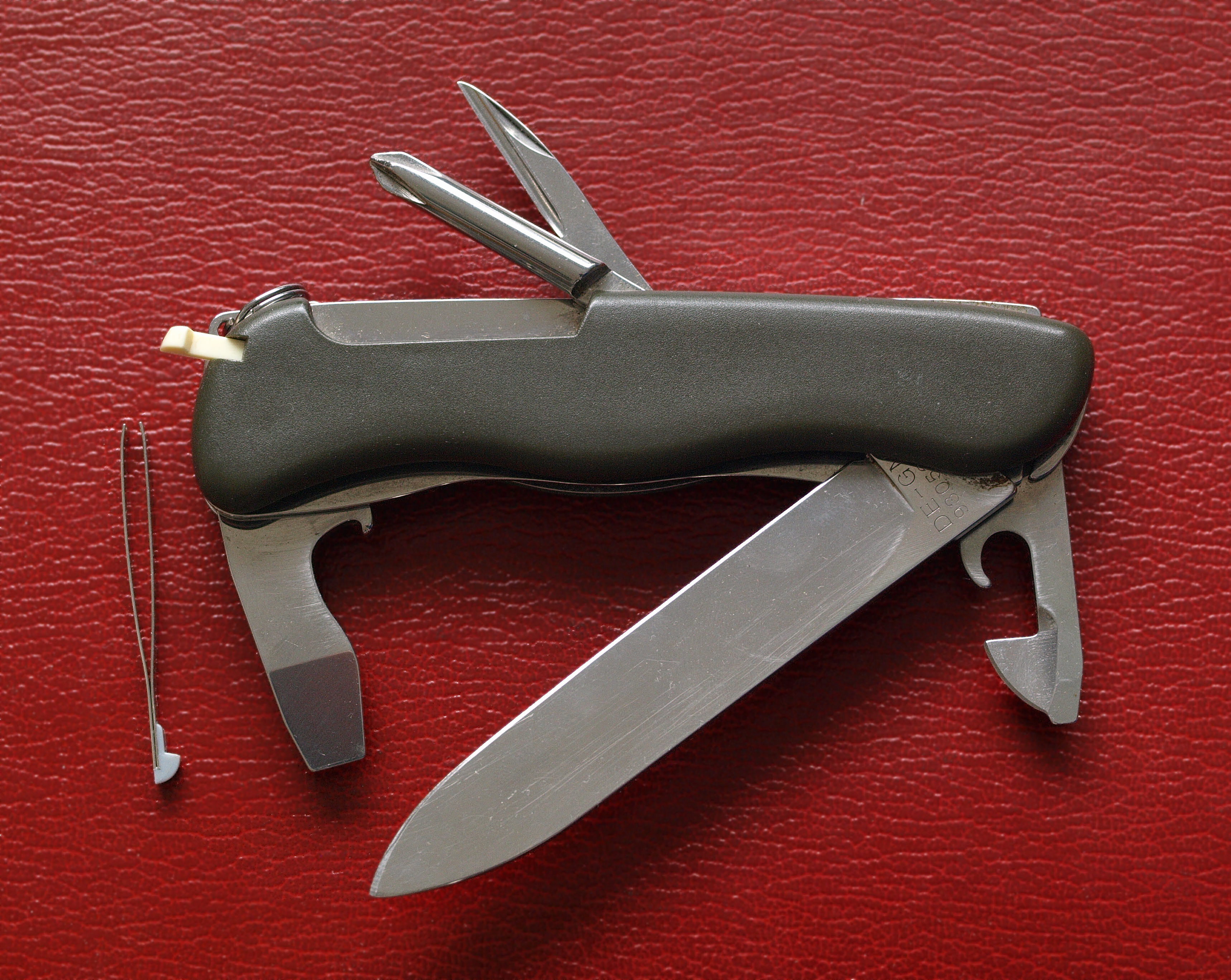
握りやすい形状の柄を備えた製品。付属品である毛抜き（左）と、樹脂製の爪楊枝（柄に見える白いもの）も写っている。

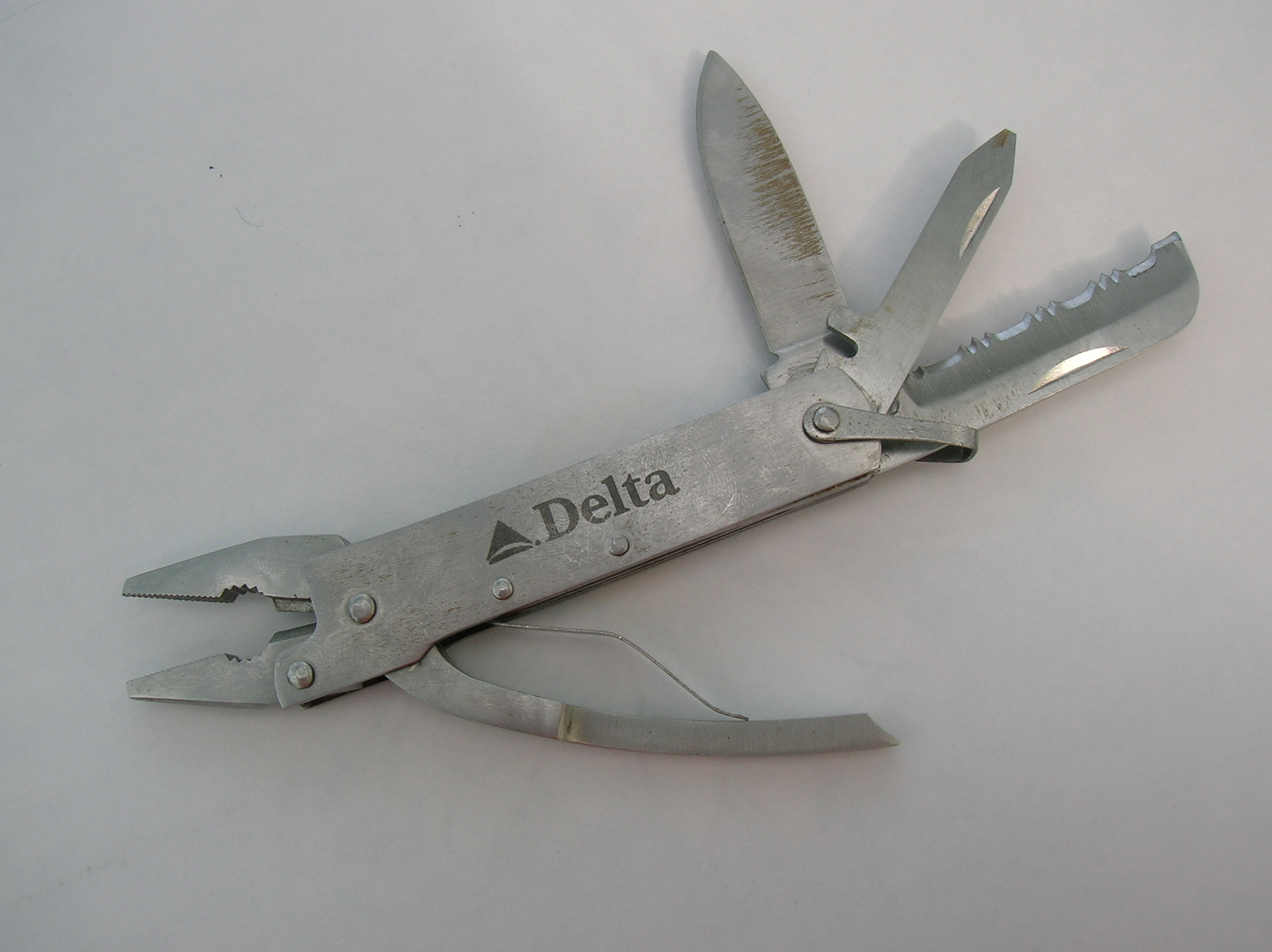
プライヤーが付いたモデル

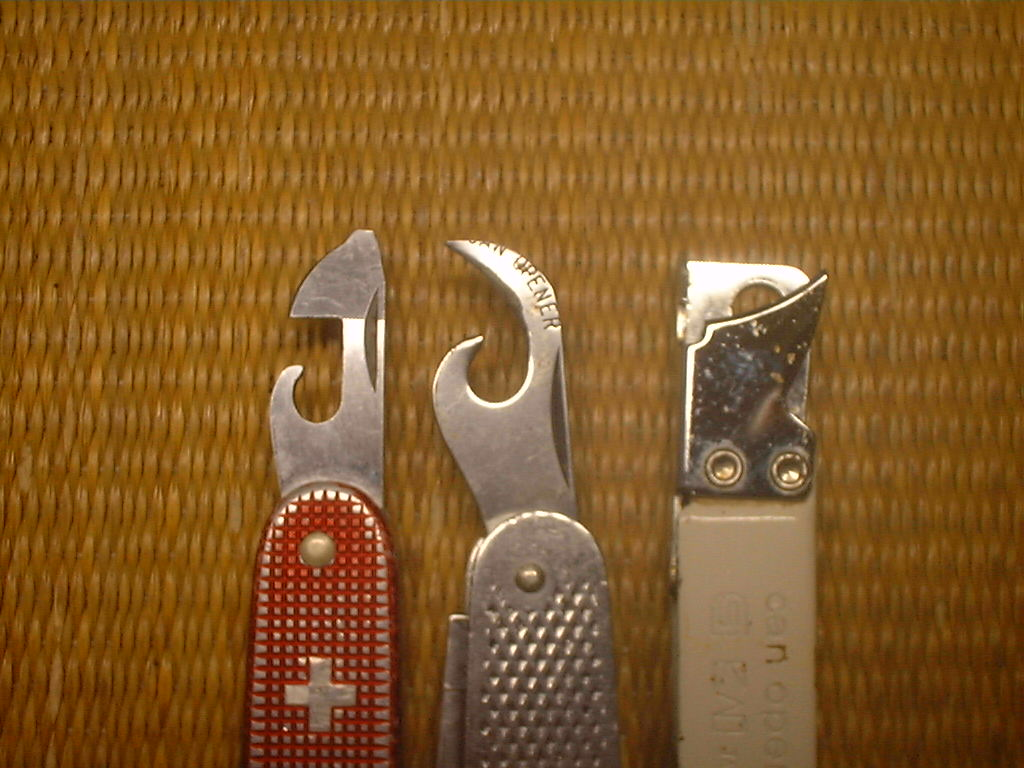
アーミーナイフの缶切り
左・押し切りタイプ
中央・引き切りタイプ
右・一般的缶切り（引き切り）

アーミーナイフ（英: Army Knife）あるいはマルチツールナイフ（英: multi-tool knife）とは、ナイフを含むマルチツールであり、ツールナイフである。キャンピングナイフ、多機能ナイフ、マルチパーパスナイフ、十徳ナイフ（じっとくナイフ）とも呼ばれ、機能の数に応じて「○徳ナイフ」と呼ばれることもある。
日用的な使用を想定して軍隊で制式採用しているので「アーミーナイフ」という俗称も用いられるようになった。直訳すると「陸軍ナイフ」や「軍用ナイフ」になることから、近接戦闘（白兵戦）に用いられる「ファイティングナイフ (fighting knife)」と混同されることがあるが、日用品としてのアーミーナイフとは全く異なる。対照的に、台湾の「蕃刀」やグルカの「ククリ」などは鉈として用いる日用品的な性格と、戦闘用としての性格の両面を持つ。

## 概要
軍隊向けの製品では、糧食を食べるためのナイフ・缶切り・栓抜き、小銃の分解整備など装備のメンテナンスに使用するドライバーやリーマーなどの機能がついたものが一般的であり、軍隊生活において必要となる工具を可能な限りコンパクトに持ち運べるようになっている。ブレードは耐久性に優れたステンレス鋼製が多く高い強度を持ち、鏡面仕上げとなっている場合もある。開いたブレードを完全に固定するロック機構を持たない製品もある。
一般向け製品
一般ユーザー向けにも、短期間の野外生活などのアウトドア活動に使う様々な機能、小道具をまとめたコンパクトなフォールディングナイフが製造・販売されており、キャンピング、ハイキング、釣り　等々で広く使用されている。
釣り用の針外しや鱗落とし、やすり・鋏・虫眼鏡（太陽光を集めて火をつけることができる）・鋸・ペンチ・筆記用具・方位磁針・爪楊枝、発光ダイオード使用の懐中電灯やUSBメモリーなど、様々な道具が組み込まれている製品が販売されている。
メーカー
世界市場においてはスイスのビクトリノックスによるものが有名で、アメリカのバックやカミラス、日本の関市にある大小のナイフメーカーでも同種の製品が数多く生産されており、戦後に中小企業庁が開催した輸出振興展では1950年（昭和25年）利器工匠具工業協同組合の「8インチ黒柄十徳ナイフ」が振興賞を獲得した。ほかにも世界のメーカーが多数参入している。

## 歴史
古代ローマの遺物と見られるものの中に、今日販売されている製品によく似た物が見られる。
19世紀末、国民皆兵制をとるスイスで、今日のビクトリノックスやウェンガーがスイス軍の装備として製造を開始したのが発祥である。
現在では、大抵の軍隊において標準装備として様々なメーカーの製品が採用されているが、特にビクトリノックスのシェアが高いため「スイス・アーミーナイフ」という通称もある。スイス軍が採用している「ソルジャー・ナイフ」はドイツ、オランダ、ノルウェー、マレーシア、インドでも採用されている。ウェンガーは2005年にビクトリノックスの傘下となっている。

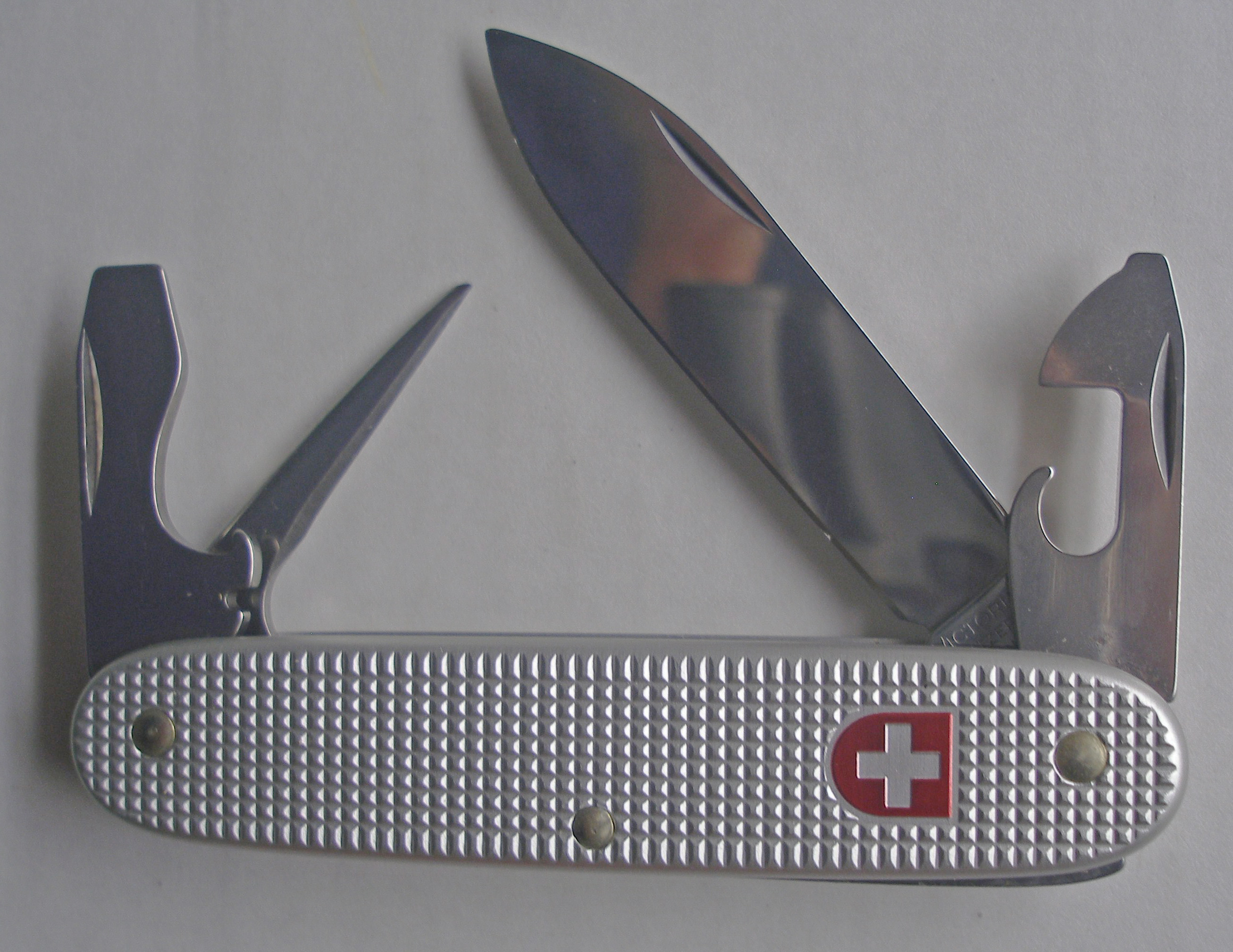
スイス軍に1961年から2008年まで採用されていた旧モデルの「ソルジャー・ナイフ」[4]。
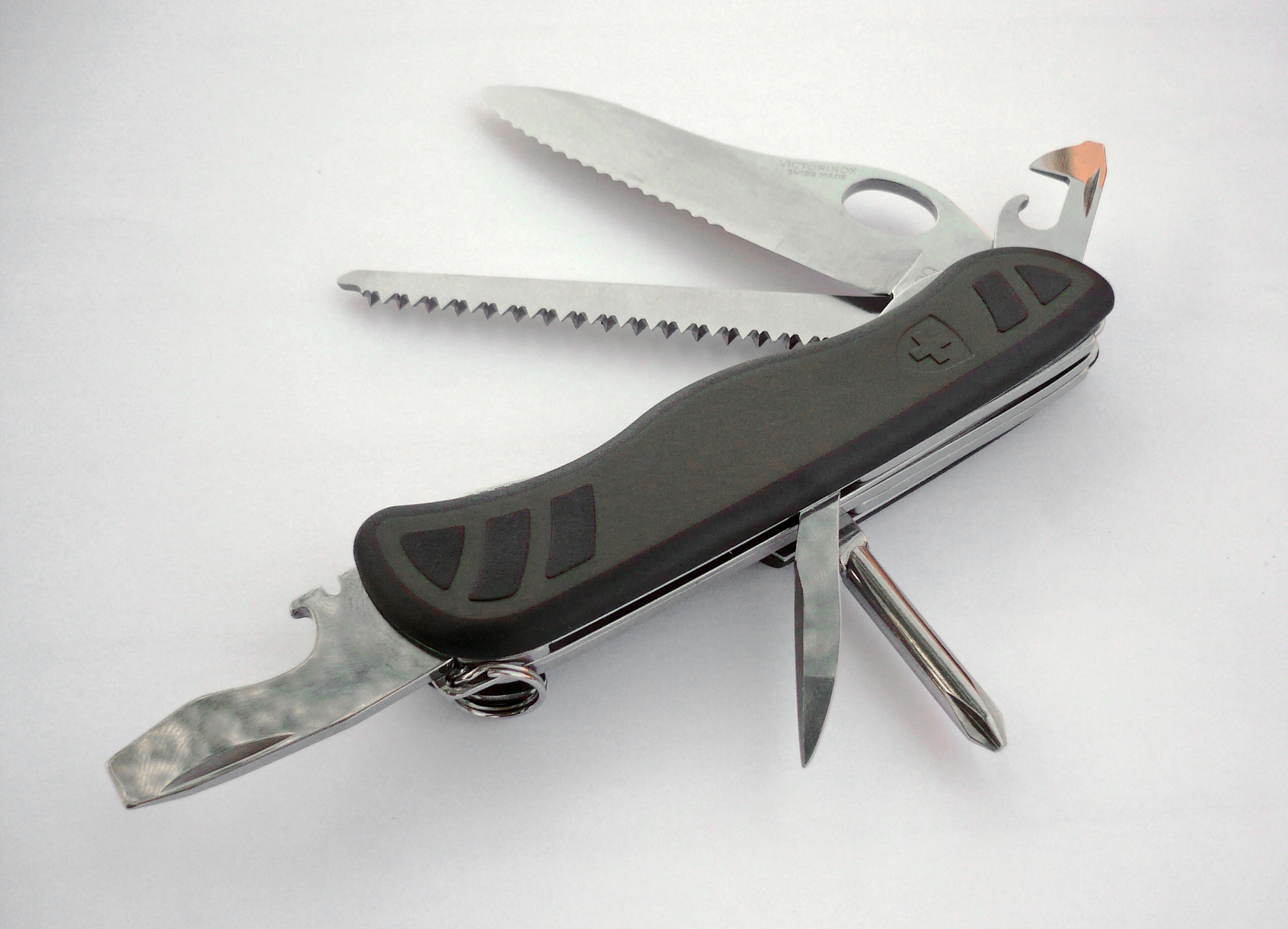
スイス軍が2008年から採用を開始した新型モデルの「ソルジャー・ナイフ」[4]。

## 日本における法規制
日本の法律では「アーミーナイフ」自体には違法性は無いが、含まれた機能が一般的な意味で違法になることが有る。
アーミーナイフを日常的に持ち歩くことは、日本国内では『正当な理由』が無い場合、「一般的な刃物」として違法と警察官が判断する可能性がある。アーミーナイフの刃渡りは、概ね5 - 6 cm程度もしくはそれ以下なので、日本でも銃砲刀剣類所持等取締法第2条2項「刃渡り6センチメートル以上を有するナイフなどを正当な理由なく持ち歩いてはならない」に関しては問題ないが、軽犯罪法第1条第1号の「正当な理由がなくて刃物、鉄棒その他人の生命を害し、又は人の身体に重大な害を加えるのに使用されるような器具を隠して携帯していた者は、拘留または科料に処する」や、多くの都道府県の迷惑防止条例の「何人も、公共の場所又は公共の乗物において、正当な理由がないのに、刃物、鉄棒、木刀その他人の身体に危害を加えるのに使用されるような物を、公衆に対し不安を覚えさせるような方法で携帯してはならない」に、それぞれ抵触する可能性がある。
開錠用具の機能がついている場合は特殊開錠用具の所持の禁止等に関する法律に抵触する可能性がある。

### 東日本大震災被災地における取り調べの事例
東日本大震災の被災地・宮城県仙台市若林区において、がれきの撤去作業を行っていたボランティアが、宮城県警察の応援で派遣されていた警視庁の警察官による職務質問で、刃渡り8.9センチメートルの十徳ナイフを持っていたことが判明、所持に正当な理由がないと警察官に判断され、仙台南警察署に連行され、銃刀法違反で約3時間に渡り事情聴取を受け、十徳ナイフを一時没取され、弁護士と共同で警察に抗議し、十徳ナイフが返却された。
警視庁ウェブサイトの「地震の時はこうしよう」のページ（災害対策課震災警備作成）では、かつて非常持出品として「多機能ナイフ」を掲載しており、2012年8月25日現在で確認できるが、約1か月後の同年9月27日ではナイフや包丁の類が削除された。